# Formula-Diät
Als Formula-Diät wird eine Diät bezeichnet, bei der die Mahlzeiten ganz oder teilweise durch Fertigdrinks oder mit Flüssigkeit anzurührende Nährstoffpulver, aber auch durch andere fertig zubereitete Nahrungsmittel wie Kekse o. ä., ersetzt werden. In der Regel werden die Produkte in mehreren Geschmacksrichtungen angeboten. Der aufgenommene Nährwert beträgt bei der Ernährung nur durch Formula-Produkte täglich maximal 5020 kJ (1200 kcal), was einen schnellen Gewichtsverlust bei Übergewicht herbeiführen soll. Die Shakes, Suppen, Fertiggerichte oder Getränke sind industriell hergestellte Nährstoff-Gemische. Sie enthalten Eiweiß, Fett und Kohlenhydrate in ausgewogenem Verhältnis. Meist sind auch ausreichend Vitamine und Mineralstoffe zugesetzt.
Formula-Diäten funktionieren alle nach dem gleichen Schema: Mit den Shakes werden eine, zwei oder alle drei Mahlzeiten durch Diätkost ersetzt. Bei Herstellern mit anderen Konzepten werden sowohl Pakete für den Ersatz von bis zu drei Mahlzeiten angeboten als auch stündliche Mahlzeiten.
Produkte für Formula-Diäten fallen unter § 14 der deutschen Diätverordnung. Diese schreibt für die Produkte einen maximalen Gehalt von 1673 kJ (400 kcal) pro Mahlzeit vor sowie den enthaltenen Anteil an Kohlenhydraten, Fett und Protein, wobei die Empfehlungen der Deutschen Gesellschaft für Ernährung einzuhalten sind. Die Verordnung enthält unter anderem Vorschriften für Zusatzstoffe und definiert diätetische Lebensmittel als Lebensmittel, die für eine besondere Ernährung bestimmt sind. Außerdem müssen Vitamine sowie die Mineralstoffe Calcium und Eisen enthalten sein, um eine Unterversorgung auszuschließen.
Sollen alle Mahlzeiten durch die Formula-Produkte ersetzt werden, ist gesetzlich der Hinweis „Darf ohne ärztlichen Rat nicht länger als drei Wochen verwendet werden“ vorgeschrieben. Nur wenige Diäten dürfen als alleiniges Lebensmittel vermarktet werden, da sie alle Nährstoffe enthalten, die der Körper am Tag benötigt. Vielen Formula-Diäten müsse man Milch oder Öl zusetzen, daher befindet sich auf der Verpackung der Hinweis „Zur Herstellung einer gewichtsoptimierenden Mahlzeit“. Von Ökotrophologen und Medizinern werden Formula-Diäten nur bei Adipositas-Patienten mit einem Body-Mass-Index über 30 als Einstieg in ein Gewichtsreduktionsprogramm befürwortet. Es gibt einige ärztlich begleitete Abnehmprogramme, bei denen in der Einstiegsphase Formuladrinks eingesetzt werden. Der Schwerpunkt dieser Programme liegt jedoch auf Veränderung des Ernährungsverhaltens und Bewegung.
Die Hersteller versprechen bei ausschließlicher Ernährung mit den Instantprodukten eine Gewichtsabnahme von acht bis zwölf Kilogramm in vier Wochen. Einige vertreiben ihre Produkte ausschließlich über so genannten Strukturvertrieb, andere über Apotheken, Drogerien und Supermärkte.

## Bewertung und Kritik
Bei den meisten Formula-Diäten ist die Nahrung fast ausschließlich flüssig oder breiförmig. Bei dieser Diätart vermissen die meisten Anwender nach einiger Zeit das Kauen fester Nahrung, außerdem wird der Geschmack sehr bald als eintönig empfunden. Immer mehr Hersteller bemühen sich daher um eine größere Auswahl, auch an fester und herzhafter Nahrung.
Eine komplette Formula-Diät ist in der Regel teurer als die Ernährung mit normalen Lebensmitteln. Da mit diesen Produkten das Ernährungsverhalten nicht umgestellt wird, ändert sich an den Ursachen für das Übergewicht nichts, solange es keinen Lerneffekt gibt. Wer im Anschluss wieder zu seinem gewohnten Essverhalten zurückkehrt, hat wahrscheinlich mit dem bekannten Jo-Jo-Effekt zu kämpfen, so dass das Ausgangsgewicht meistens sehr schnell wieder erreicht ist. Vor allem bei den reinen Shake-Diäten sind kaum Ballaststoffe enthalten, so dass Verstopfung die Folge sein kann. Bei den Diäten mit den zusätzlichen Produkten tritt dieser Effekt nicht so häufig auf, da dort mehr Ballaststoffe enthalten sind.
Wer an einer Herzschwäche oder sonstigen Herzerkrankungen leidet, könnte Probleme bekommen, denn kurz nach Beginn der Diät wird das Herz stark belastet. Dies ist das Ergebnis einer Studie mit 27 übergewichtigen Teilnehmern (Oxford Centre for Magnetic Resonance, University of Oxford, Oxford, UK). Das Herz lagert vermehrt Fett ein und die Pumpleistung verringert sich. Fettverteilung und Herzleistung der untersuchten Probanden normalisierte sich zwar nach acht Wochen wieder, bei einer vorbestehenden Herzerkrankung sollte aber unbedingt ein Arzt konsultiert werden, bevor eine solche Niedrigkalorien-Diät oder eine Fastenperiode begonnen wird. Denn die vorübergehenden Einbußen in der Herzfunktion und die Fettablagerung könnten bei diesen Menschen zu Atemnot oder sogar Herzrhythmusstörungen führen.

## Bekannte Marken
- Almased
- Herbalife
- Optifast-Programm
- Slim-Fast